# Thammanoon Niyomtrong
Thammanoon Niyomtrong est un boxeur thaïlandais né à Surin le 20 septembre 1990.

## Carrière
Passé professionnel en 2012, il devient champion du monde des poids pailles WBA le 29 juin 2016 après sa victoire par décision unanime contre Byron Rojas. Il conserve son titre aux points le 14 décembre 2016 contre Shin Ono puis par KO au 5e round face à Go Odaira le 1er mars 2017 et également aux points face à Rey Loreto le 15 juillet 2017, Toto Landero le 6 mars 2018 et Chaozhong Xiong le 28 juillet 2018. Niyomtrong poursuit cette série de succès en dominant à nouveau aux points Byron Rojas le 29 novembre puis ArAr Andales le 2 août 2019 et Norihito Tanaka le 3 mars 2020. Il récidive le 5 octobre 2021 par arrêt de l'arbitre au 3e round contre Siridech Deebook ; le 14 décembre suivant face à Robert Paradero puis le 20 juillet 2022 en battant aux points Chayaphon Moonsri.